# 王恺谋
王恺谋（1912年1月—？），江苏泰州人。中华人民共和国政治人物。

## 生平
1932年，毕业于交通大学电机系，1947年赴美国实习。曾任连云港电厂工务员、黄埔开埠督办公署技士，湖南湘西电厂工程师，贵阳电厂工务长，西安电厂总工程师，武昌鄂南电力公司总工程师。1949年10月至1950年7月，兼任黄石火力发电厂厂长，后历任北京电业管理局基建管理局主任工程师，中南电业工程公司主任工程师，北京电力设备修造厂总工程师等职。第一、五、六届全国人大代表。